# فهرست ترانه‌های با رتبه یک در کانادا (۲۰۱۰)
این صفحه فهرست ترانه‌هایی است که در ۱۰۰ داغ کانادایی (جدول فروش ترانه‌ها در کانادا) حداقل به مدت یک هفته در سال ۲۰۱۰ به رتبه یک دست یافتند.
 بیانگر ترانه متعلق به خود کاناداست.
| تاریخ      | ترانه                 | هنرمند                          | منبع             |
| ---------- | --------------------- | ------------------------------- | ---------------- |
| ۲ ژانویه   | "تیک‌تاک"              | کشا                             | [ ۱ ]            |
| ۹ ژانویه   | "تیک‌تاک"              | کشا                             | [ ۱ ]            |
| ۱۶ ژانویه  | "تیک‌تاک"              | کشا                             | [ ۱ ]            |
| ۲۳ ژانویه  | "تیک‌تاک"              | کشا                             | [ ۱ ]            |
| ۳۰ ژانویه  | "تیک‌تاک"              | کشا                             | [ ۱ ]            |
| ۶ فوریه    | "تیک‌تاک"              | کشا                             | [ ۱ ]            |
| ۱۳ فوریه   | "تیک‌تاک"              | کشا                             | [ ۱ ]            |
| ۲۰ فوریه   | "امروز مثل قصه‌ها بود" | تیلور سوئیفت                    | [ ۲ ]            |
| ۲۷ فوریه   | "باور دارم"           | نیکی یانوفسکی                   | [ ۳ ]            |
| ۶ مارس     | "باور دارم"           | نیکی یانوفسکی                   | [ ۳ ]            |
| ۱۳ مارس    | "باور دارم"           | نیکی یانوفسکی                   | [ ۳ ]            |
| ۲۰ مارس    | "باور دارم"           | نیکی یانوفسکی                   | [ ۳ ]            |
| ۲۷ مارس    | "تکان پرچم"           | هنرمندان جوان برای هائیتی       | [ ۴ ]            |
| ۳ آوریل    | "تکان پرچم"           | هنرمندان جوان برای هائیتی       | [ ۴ ]            |
| ۱۰ آوریل   | "تکان پرچم"           | هنرمندان جوان برای هائیتی       | [ ۴ ]            |
| ۱۷ آوریل   | "تکان پرچم"           | هنرمندان جوان برای هائیتی       | [ ۴ ]            |
| ۲۴ آوریل   | "تکان پرچم"           | هنرمندان جوان برای هائیتی       | [ ۴ ]            |
| ۱ مه       | "تکان پرچم"           | هنرمندان جوان برای هائیتی       | [ ۴ ]            |
| ۸ مه       | "قلبت را بشکن"        | تایو کروز همراه با لوداکریس     | [ ۵ ]            |
| ۱ مه۵      | "قلبت را بشکن"        | تایو کروز همراه با لوداکریس     | [ ۵ ]            |
| ۲۲ مه      | "بدون ترس"            | امینم                           | [ ۶ ]            |
| ۲۹ مه      | "دخترون کالیفرنیا"    | کیتی پری همراه با اسنوپ داگ     | [ ۷ ]            |
| ۵ ژوئن     | "دخترون کالیفرنیا"    | کیتی پری همراه با اسنوپ داگ     | [ ۷ ]            |
| ۱۲ ژوئن    | "دخترون کالیفرنیا"    | کیتی پری همراه با اسنوپ داگ     | [ ۷ ]            |
| ۱۹ ژوئن    | "دخترون کالیفرنیا"    | کیتی پری همراه با اسنوپ داگ     | [ ۷ ]            |
| ۲۶ ژوئن    | "دخترون کالیفرنیا"    | کیتی پری همراه با اسنوپ داگ     | [ ۷ ]            |
| ۳ ژوئیه    | "دخترون کالیفرنیا"    | کیتی پری همراه با اسنوپ داگ     | [ ۷ ]            |
| ۱۰ ژوئیه   | "دخترون کالیفرنیا"    | کیتی پری همراه با اسنوپ داگ     | [ ۷ ]            |
| ۱۷ ژوئیه   | "دخترون کالیفرنیا"    | کیتی پری همراه با اسنوپ داگ     | [ ۷ ]            |
| ۲۴ ژوئیه   | "دخترون کالیفرنیا"    | کیتی پری همراه با اسنوپ داگ     | [ ۷ ]            |
| ۳ ژوئیه۱   | "عاشق چاخان‌هاتم"      | امینم همراه با ریانا            | [ ۸ ]            |
| ۷ اوت      | "عاشق چاخان‌هاتم"      | امینم همراه با ریانا            | [ ۸ ]            |
| ۱۴ اوت     | "عاشق چاخان‌هاتم"      | امینم همراه با ریانا            | [ ۸ ]            |
| ۲۱ اوت     | "عاشق چاخان‌هاتم"      | امینم همراه با ریانا            | [ ۸ ]            |
| ۲۸ اوت     | "عاشق چاخان‌هاتم"      | امینم همراه با ریانا            | [ ۸ ]            |
| ۴ سپتامبر  | "عاشق چاخان‌هاتم"      | امینم همراه با ریانا            | [ ۸ ]            |
| ۱۱ سپتامبر | "عاشق چاخان‌هاتم"      | امینم همراه با ریانا            | [ ۸ ]            |
| ۱۸ سپتامبر | "دینامیت"             | تایو کروز                       | [ ۹ ]            |
| ۲۵ سپتامبر | "ازش خوشم می‌آد"       | انریکه ایگلسیاس همراه با پیت‌بول | [ ۱۰ ]           |
| ۲ اکتبر    | "تنها دختر (در جهان)" | ریانا                           | [ ۱۱ ]           |
| ۹ اکتبر    | "همانگونه که هستی"    | برونو مارس                      | [ ۱۲ ]           |
| ۱۶ اکتبر   | "همانگونه که هستی"    | برونو مارس                      | [ ۱۲ ]           |
| ۲ اکتبر۳   | "همانگونه که هستی"    | برونو مارس                      | [ ۱۲ ]           |
| ۳۰ اکتبر   | "همانگونه که هستی"    | برونو مارس                      | [ ۱۲ ]           |
| ۶ نوامبر   | "تنها دختر (در جهان)" | ریانا                           | [ ۱۱ ]           |
| ۱۳ نوامبر  | "تنها دختر (در جهان)" | ریانا                           | [ ۱۱ ]           |
| ۲۰ نوامبر  | "تنها دختر (در جهان)" | ریانا                           | [ ۱۱ ]           |
| ۲۷ نوامبر  | "زمان (دیرتی بیت)"    | بلک آید پیز                     | [ ۱۳ ]           |
| ۴ دسامبر   | "زمان (دیرتی بیت)"    | بلک آید پیز                     | [ ۱۳ ]           |
| ۱۱ دسامبر  | "زمان (دیرتی بیت)"    | بلک آید پیز                     | [ ۱۳ ]           |
| ۱۸ دسامبر  | "آتش‌بازی"             | کیتی پری                        | [ ۱۴ ]           |
| ۲۵ دسامبر  | "زمان (دیرتی بیت)"    | بلک اید پیز                     | [ نیازمند منبع ] |